# Tanca de Troyes
Tanca fue una santa franca del siglo VII. Nació en Troyes. Murió en el año 637 como mártir por defender su virginidad. Se encuentra enterrada en la catedral de Troyes. Su festividad se celebra el 10 de octubre. Es venerada principalmente en Troyes y Anjou.